# Torre della Tagliata
La torre della Tagliata si trova nel comune di Orbetello, non lontano dalla colonia romana di Cosa, proprio dinanzi alle prime spiagge ferrifere che hanno inizio a est del promontorio di Ansedonia. La denominazione deriva dalla cosiddetta Tagliata etrusca, maestosa opera di ingegneria idraulica che si trova nei pressi della fortificazione.

## Storia

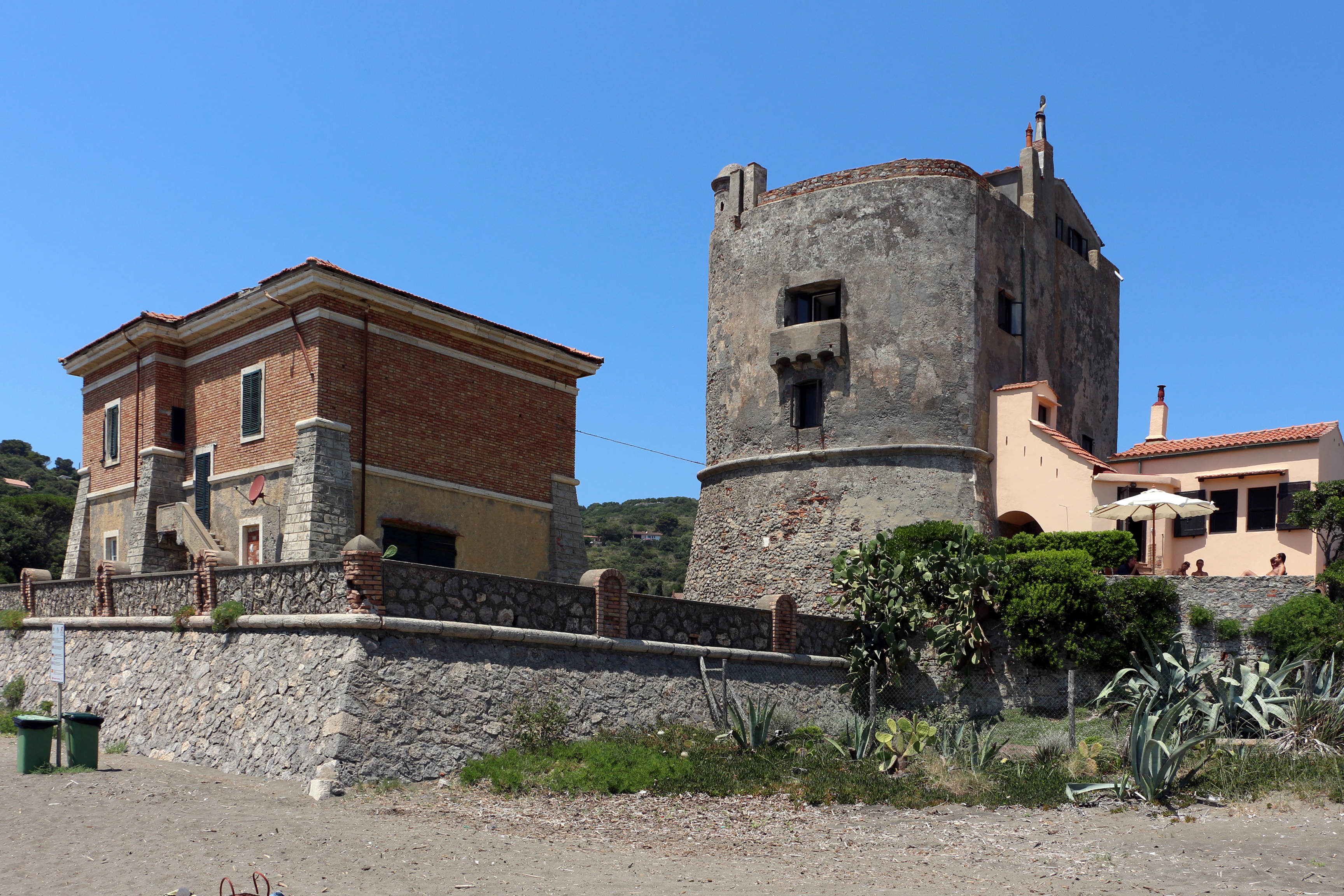
Veduta coi resti del fortino

Una prima fortificazione era già presente in epoca medievale nel luogo dove sorge la costruzione attuale.
La torre è il frutto dei lavori di ricostruzione avvenuti nel corso del Cinquecento che si resero necessari per imbastire il sistema difensivo costiero dello Stato dei Presidi.
L'edificio ha subito alcuni interventi di restauro nei secoli successivi fino a essere destinato ad abitazione una volta dismesse le funzioni di guardia. Tra la fine dell'Ottocento e i primi del Novecento vi soggiornò più volte anche il celebre compositore Giacomo Puccini, che qui trovò ispirazione per la composizione di molte sue opere, tra cui la Turandot.

## Descrizione
La torre della Tagliata si dispone su più livelli, presenta una sezione quadrangolare che poggia su un basamento a scarpa cordonato in pietra.
Una caratteristica rampa di gradini conduce al primo piano, dove il portone di ingresso è preceduto da un ponte; la parte alta presenta su un lato un'ulteriore costruzione, mentre all'angolo sud-occidentale è presente un piccolo posto di guardia a sezione circolare, con copertura a cupola.